# 和泉芳怜
和泉 芳怜（いずみ かれん、2004年〈平成16年〉2月28日 - ）は、日本の女性声優、グラビアアイドル、アイドルで、PiXMiXの元メンバー。神奈川県横浜市出身。スタイルキューブ所属。愛称は、いずみん、かれぴょん。

## 略歴
幼いころにAKB48などアイドルの姿を見て憧れを抱き、2015年12月、アイドルグループBeeすく〜るメンバーの田中芳怜として活動を始める。およそ半年間の活動の後にグループを卒業。
2016年、第8回東宝「シンデレラ」オーディションを経て東宝芸能へ所属し、2017年7月、PiXMiXのメンバーKARENとして活動を始める。2019年10月にはキングレコードからメジャーデビュー。また、2021年4月より芸名を和泉芳怜とした。
2021年7月、『ミスマガジン2021』ベスト16に選出され、同年10月5日に東宝芸能としては37年ぶりとなるミスマガジングランプリを受賞。以後、週刊ヤングマガジンなど各誌で表紙巻頭グラビアを飾っている。また、同じく10月からラジオ番組『A&Gリクエストアワー 阿澄佳奈のキミまち!』にレギュラー出演した。
2022年8月公開の映画『グリーンバレット』で初主演。同年10月にファースト写真集『可憐な芳怜』を発売。また、同年9月から2023年3月まで、初の冠インターネットラジオ番組『和泉芳怜の超ラジR』でパーソナリティを務めた。
2024年8月、グループ卒業と退所を発表。理由として体調不良などでイベントを欠席することもあり、ファンに心配をかけてしまっていたとコメントしている。同年10月21日にSpotify O-EASTで行われたライブをもってPiXMiXを卒業し東宝芸能を退所した。
2024年12月、スタイルキューブに所属となる。2025年7月20日、同事務所の白石真菜・月城莉奈と共にユニット『Crispy Lover』を正式に始動した。

## 人物
大のアニメ好きであり、好きな作品は『進撃の巨人』『東京リベンジャーズ』『五等分の花嫁』など。特に『五等分の花嫁』はお気に入りで、好きなキャラクターは中野二乃である。これらの作品に加え、講談社の作品が大好きだったことがミスマガジン応募のきっかけとなった。
将来の夢は声優であり、好きな声優は内田真礼、花澤香菜、水瀬いのりなど。特に水瀬いのりについては、PiXMiXのライブでも、水瀬の歌い癖や仕草が自然とでてしまうほど大好きであり、聞きこんでいる。前述の通り2024年12月にスタイルキューブへ移籍し、自身の夢を叶えたことになる。
憧れている人物は、第3回ミスマガジングランプリでもある斉藤由貴をはじめ、長澤まさみ、浜辺美波、上白石萌歌、上白石萌音など前所属事務所の先輩俳優。特に上白石姉妹は、同じアーティスト部門にも所属していたことに加え、妹の萌歌と誕生日が同じであることから大変尊敬している。挨拶の際に姉の萌音から贈られたサイン入りCDは家宝として大切に保管している。
好きなグラビアアイドルは沢口愛華、豊田ルナ、新井遥、大原優乃、浅川梨奈、根本凪、十味など。初めての水着グラビアの撮影時も、彼女たちのお気に入りのグラビアを参考にして撮影に臨んだ。
デビュー当初よりかれぴょんの愛称で親しまれていたが、ミスマガジン2021グランプリ受賞を機にいずみんとしている。

## 出演
- Beeすく〜る（在籍：2015年12月25日 - 2016年5月22日）
- PiXMiX（在籍：2017年7月29日 - 2024年10月21日）
- はぴすたルーキーズ（在籍：2024年12月8日 - ）
- Crispy Lover（在籍：2025年4月6日 - ）[33][注釈 1]

### テレビ
- 開運音楽堂（2021年1月16日、TBS）[34]
- 関内エビル（2022年8月5日、tvk）[35]

### ラジオ
※はインターネット配信。
- 講談社 presents ミスマガ放課後RADIO!（2021年10月7日 - 2022年10月6日、渋谷クロスFM）[36]
- A&Gリクエストアワー 阿澄佳奈のキミまち!（2021年10月23日 - 2022年3月12日、文化放送、超!A&G+※） - キミまち！なびレンジャー[17][37]
- 和泉芳怜の超ラジR（2022年9月28日 - 2023年3月29日、超!A&G+※） - 水曜レギュラー[20][38]
- 豊田萌絵 with もえころがし（2025年2月3日 - 2月10日、超!A&G+※） - 2025年2月前半アシスタント[39]

### 映画
- グリーンバレット（2022年8月26日公開、監督：阪元裕吾、配給：ラビットハウス） - 主演・山田ふみか 役[18][40]
- 映画刀剣乱舞-黎明-（2023年3月31日公開、東宝） - 女子高生 役[41]

### ウェブドラマ
- 今際の国のアリス 第1話（2020年12月、Netflix）[42]

### ナレーション
- アニメイト川口 移転リニューアルオープンCM（2021年10月、アニメイト各店）[43]

### キャンペーン
- アニメイト横浜ビブレ宣伝大使（2021年11月 - 12月、アニメイト）[44]
- ゲーマーズ横浜店宣伝大使（2021年11月 - 12月、ゲーマーズ）[45]

### イベント
- 第2回トーキョーシネマ文化祭（2022年8月14日、Theater Mixa）[46]
- 第16回TOHOシネマズ学生映画祭（2023年3月23日、TOHOシネマズ日比谷） - プレゼンター[47]
- いずみーてぃんぐ（2023年5月 - 、White Martini Club） - ファンミーティング[48]
- 10th ANNIVERSARY Pyxis Celebration Party 2025（2025年5月4日、豊洲PIT）-影アナ等[49]

### 舞台
- ライブ×リーディング『KAWAII偶像パラドキシカル』（2025年7月30日-2025年8月3日、CBGKシブゲキ!!）- マメ乃 役[50]

## 書籍

### 写真集
- 可憐な芳怜（2022年10月19日、講談社、撮影：藤本和典）ISBN 978-4065298510[注釈 2][19][51]

### 雑誌
- 週刊ヤングマガジン（講談社）
  - 2021年33号（2021年7月12日、撮影：カノウリョウマ、LUCKMAN） - 表紙・ミスマガジン2021ベスト16[52][53]
  - 2021年34号（2021年7月19日、撮影：カノウリョウマ、LUCKMAN） - ミスマガジン2021ベスト16[54]
  - 2021年46号（2021年10月11日、撮影：LUCKMAN、カノウリョウマ） - 表紙・ミスマガジン2021・巻頭・巻中（ソロ）[14]
  - 2021年51号（2021年11月15日、撮影：藤本和典） - 初ソロ表紙・巻頭[15]
  - 2022年4・5合併号（2021年12月27日、撮影：LUCKMAN） - 表紙・巻頭・ミスマガジン2020&2021（新井遥・後藤真桜・山岡雅弥と共演）[55]
  - 2022年21・22合併号（2022年4月25日、撮影：藤本和典） - 表紙・巻頭・ミスマガジングランプリ（沢口愛華・豊田ルナ・新井遥と共演）[56]
  - 2022年38号（2022年8月22日、撮影：Takeo Dec.） - 表紙・巻頭・ミスマガジン2021[57]
  - 2022年40号（2022年9月5日、撮影：藤本和典） - 巻中（写真集未公開ショット掲載）[58]
  - 2022年46号（2022年10月17日、撮影：藤本和典） - 表紙・巻頭（写真集未公開ショット掲載）・所属事務所の先輩であり、1984年ミスマガジン・グランプリの斉藤由貴との対談も巻中に掲載[59][60]
  - 2023年4・5合併号（2022年12月26日、撮影：佐藤佑一） - 表紙・巻頭・ミスマガジン2021&2022（瑚々、咲田ゆなと共演）[61]
  - 2024年4・5合併号（2023年12月25日、撮影：佐藤佑一) - 表紙・巻末・ミスマガジン2021
- 月刊ヤングマガジン（講談社）
  - 2021年12号（2021年11月18日、撮影：LUCKMAN、カノウリョウマ） - 表紙・ミスマガジン2021[62]
  - 2022年11号（2022年10月20日、撮影：Takeo Dec.） - 表紙・ミスマガジン2021[63]
- 週刊プレイボーイ（集英社）
  - 2021年 No.52（2021年12月13日、撮影：矢西誠二） - 巻頭[64]
  - 2023年 No.41（2023年9月25日、撮影：鈴木ゴータ）
- 週刊少年マガジン（講談社）
  - 2022年32号（2022年7月6日、撮影：藤本和典） - 巻頭[65]
- B.L.T.（東京ニュース通信社）
  - 2022年11月号（2022年9月26日、撮影：青山裕企）[66]
- FRIDAY（講談社）
  - 2022年10月21日号（2022年10月6日、撮影：藤本和典） - 写真集先行ショット掲載
  - 2023年3月3・10日合併号（2023年2月17日、撮影：Takeo Dec.）[67]
  - 2023年6月30日号（2023年6月15日、撮影：Takeo Dec.）[68]
- FLASH（光文社）
  - 2022年11月8日号（2022年10月25日、撮影：藤本和典） - 写真集使用カット掲載[69]
  - 2023年2月21日号（2023年2月7日、撮影：木村哲夫） - 表紙・巻頭・裏表紙[16]
  - FLASHスペシャル グラビアBEST2023年春 水着総登場号（2023年3月31日、撮影：木村哲夫）[70]
  - 2023年8月15日号（2023年8月1日、撮影：木村哲夫）
- BOMB（ワン・パブリッシング）
  - 2022年12月号（2022年11月9日、撮影：LUCKMAN）[71]
  - 2024年11月号（2024年10月9日、撮影：矢西誠二）
- BIG ONE GIRLS graph（近代映画社） 
  - No.5（2022年12月22日、撮影：藤本和典）[72]
- BIG ONE GIRLS（近代映画社）
  - 2023年5月号 NO.074（2023年3月31日、撮影：藤本和典） - インタビュー掲載[73]
- SPA!（扶桑社）
  - 2023年4月25日号（2023年4月18日、撮影：高橋慶佑） - 中面グラビア[74]
- BRODY（白夜書房）
  - 2023年6月号（2023年4月21日、撮影：田畑竜三郎） - 中面グラビア[75]
- 横浜LOVEWalker 2023 ウォーカームック（2023年5月22日、KADOKAWA） - アイドル特集「第2回 横浜No.1 LOVEアイドルを探せ2023」[76]
- DOLCE（白夜書房）
  - Vol.7（2023年5月29日、撮影：田畑竜三郎）[77]
- グラビアザテレビジョン（KADOKAWA）
  - vol.66（2023年5月31日、撮影：大藪達也）[78]
- 週刊現代（講談社）
  - 2024年3月9日号（2024年3月1日発売、撮影：熊谷貫）

### デジタル写真集
- ヤンマガアザーっす！（講談社）
  - 〈YM2021年46号未公開カット〉（2022年1月15日、撮影：LUCKMAN）[79][80]
  - 〈YM2022年4・5号未公開カット〉（2022年3月15日、撮影：LUCKMAN）[81]
  - 〈YM2021年51号未公開カット〉（2022年4月15日、撮影：藤本和典）[82][83]
  - ミスマガグランプリカルテット 和泉芳怜〈YM2022年23号未公開カット〉（2022年8月5日、撮影：藤本和典）[84]
  - ミスマガグランプリカルテット 沢口愛華 豊田ルナ 新井遥 和泉芳怜〈YM2022年21・22号未公開カット〉（2022年8月5日、撮影：藤本和典）[85]
  - ミスマガ2021全員グラビア〈YM2022年38号未公開カット〉（2022年12月2日、撮影：Takeo Dec.）[86]
- ミスマガ2021みんなのモーニングルーティングラビア1（2022年2月15日、講談社、撮影：佐藤佑一）[87]
- ミスマガ2021と過ごす年末年始1（2022年3月15日、講談社、撮影：カノウリョウマ）[88]
- ミスマガのアソビバ！（講談社）
  - 天使と悪魔（2022年4月15日、撮影：岡本武志）[89]
  - もしも、同級生がミスマガ2021だったら…（2022年6月3日、撮影：カノウリョウマ）[90]
  - お菓子作り@ホーム！（2022年7月15日、撮影：カノウリョウマ）[91]
  - 元気いっぱい！チアガール 和泉芳怜（2022年8月26日、撮影：鈴木ゴータ）[92]
  - ミスマガ×『グリーンバレット』和泉芳怜（2022年9月9日、撮影：西村康）[93]
  - ミスマガ×『グリーンバレット』和泉芳怜 天野きき 内藤花恋（2022年9月9日、撮影：西村康）[94]
  - ラスト・トリップ（2022年11月11日、撮影：Takeo Dec.）[95]
  - 和泉芳怜 ミスマガジン2021未公開傑作選SP（2022年12月9日、撮影：佐藤佑一、岡本武志、カノウリョウマ）[96]
- ミスマガ2021・グランプリ 和泉芳怜『フレッシュ全開!!』FRIDAYデジタル写真集（2023年2月17日、講談社、撮影：Takeo Dec.）[97]

### 新聞
- 夕刊フジ（産業経済新聞社）
  - 2022年10月22日号（2021年10月21日発行、撮影：藤本和典）